# Марон (святой)
Ма́рон (сир. ܡܪܘܢ; араб. مارون‎; лат. Maron; др.-греч. Μάρων) — христианский святой IV—V веков (умер в 410), монах-отшельник.

## Биография
Сведения о жизни Марона сообщает Феодорит Кирский в 16 главе своей книги «История боголюбцев». Согласно ему, Марон вёл жизнь отшельника в Сирии, на правом берегу реки Оронт, он избрал местом жительства своего вершину горы, которое ранее было почитаемо язычниками. Здесь в роще прежде приносились языческие жертвы. Он освятил место бывших идольских жертвоприношений и сделал его местом служения Богу, он построил для себя небольшой шалаш, покрыв его шкурами. Шалаш был сооружён как укрытие от дождя и снега, но Марон в нём редко бывал. Феодорит сообщает о том, что Марон получил от Бога при жизни дар чудотворения, множество людей приходило к нему. Марон при помощи молитвы исцелял не только телесные болезни, но и душевные.
Марон называл преподобного Зевина (IV—V век) своим духовным отцом, учителем и образцом всякой добродетели, удивлялся добродетелям Зевина, а всем посещающим его велел сходить к старцу Зевину и принять от него благословение. Он просил, чтобы их обоих поместили в одном гробе, однако это желание не было исполнено. Марон умер после недолгой болезни. После его кончины о его мощах возник сильный спор. Жители одного соседнего многолюдного селения, собрались и пришли все вместе, захватили мощи Марона, при этом они разогнали всех остальных; по этой причине тело Марона не положили в один гроб к тому времени умершему и лежащему в гробу Зевину. Они построили для него большой храм и ввели праздник в память Марона, который стал всеобщим. Слава о добродетельной аскетической жизни и чудесах, совершённых монахом, привели к тому, что после его смерти на месте подвижничества святого Марона был воздвигнут монастырь. Именно к святому Марону обращено послание Иоанна Златоуста, направленное «священнику Марону-аскету». Феодорит Кирский сообщает о том, что учениками Марона были Иаков Отшельник и Лимний Сирийский.

## Прославление
В католицизме день памяти святого — 9 февраля. Святой Марон почитается также и в православии как «преподобный Марон-пустынник», память 14 (27) февраля. В честь Марона названа скала Дейр-Мар-Марун.

## Храмы, посвящённые святому Марону
- Храм Марона Пустынника в Старых Панех